# ズビグニェフ・トゥルスキ

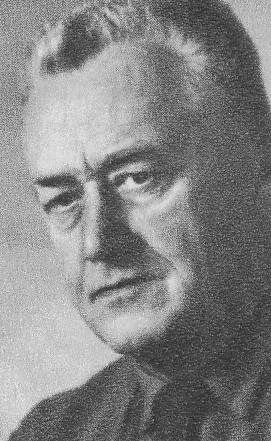
ズビグニェフ・トゥルスキ

ズビグニェフ・トゥルスキ（Zbigniew Turski、1908年7月21日 - 1979年1月6日）は、ポーランドの作曲家。コンスタンチンで生まれ、ワルシャワで亡くなった。1948年、オリンピックの美術コンクールにおいて「Symfonia Olimpijska」(「オリンピック交響曲」)で金メダルを獲得した。

## 主な映画音楽
- The Nutcracker (1967年)